# José Joaquín de Larriva
José Joaquín de Larriva y Ruíz (Lima, 1780 – 1832) fue un clérigo, poeta, escritor y periodista peruano, caracterizado por su estilo satírico y mordaz. Fue el primer poeta cómico del Perú, a decir de Raúl Porras Barrenechea. Actualmente se le recuerda más por las letrillas que escribió contra Bolívar, aunque en su tiempo fue muy popular y celebrado por sus oraciones fúnebres y laudatorias, sus combativos artículos periodísticos, sus sátiras contra escritores, además de sus improvisaciones poéticas (repentismo). Es considerado precursor del costumbrismo literario  peruano, campo en el que destacaron enseguida Felipe Pardo y Aliaga y Manuel Ascencio Segura, con el primero de los cuales sostuvo una notable polémica literaria, poco antes de su muerte.

## Biografía
Hijo de Vicente Larriva e Ignacia Ruiz. Estudió en el Real Convictorio de San Carlos, cuyo rector era entonces Toribio Rodríguez de Mendoza. En ese mismo plantel, ejerció como maestro de Filosofía (1798-1802). Se graduó en Artes, y pasó a ser catedrático de esta especialidad en la Universidad de San Marcos (1801-1804). Ingresó también al Seminario Conciliar de Santo Toribio, donde se recibió de presbítero. Aunque llegó a oficiar su primera misa, no arraigó en dicha vocación, si es que en realidad la tuvo. De todos modos, desde entonces fue conocido como el «clérigo Larriva».
En la Universidad de San Marcos cursó la carrera de Leyes y se graduó de bachiller en Cánones (1809). Hizo su práctica forense en el estudio de Francisco Valdivieso y Prada. Sucesivamente, fue catedrático de Prima de Escritura (1812), Artes (1813-1815), y de Filosofía Moral y Prima de Psicología (1815-1821). Fue también consiliario mayor de la universidad.
En 1812, el virrey José Fernando de Abascal lo nombró Capellán del Regimiento de la Concordia, con el grado de coronel. Contando con ese apoyo político y aprovechando de las libertades nacidas de la Constitución de Cádiz, se dedicó al periodismo satírico a través del diario El Cometa (1811-1814), lanzando ataques contra el periodista español Gaspar Rico y Angulo, colaborador del diario liberal El Peruano. Asimismo, editó El Argos Constitucional (1813), periódico doctrinario del que solo salieron siete números, y El Investigador, que tuvo mayor duración (1813-1814). Contribuyó así al desarrollo del periodismo en el naciente Perú republicano.
Por esos años, Larriva no demostró ninguna simpatía por la revolución independentista. Era amigo y valido de Abascal. Y aún después del retiro del virrey, no varió su conducta. Poco después de la proclamación de la independencia en Lima, dirigió otro diario satírico, El Nuevo Depositario (de 13 de agosto a 16 de diciembre de 1821) para atacar nuevamente a Gaspar Rico y Angulo, quien por entonces editaba El Depositario, un periódico pro-realista de muy bajo nivel. Cuando Rico, siguiendo a los realistas, se trasladó al Cuzco y editó un nuevo diario llamado La Depositaria, Larriva, en respuesta, sacó a la luz La Nueva Depositaria (1825). La obsesión de Larriva por el periodista español no acabaría sino hasta el fallecimiento de este en el Callao, en ese mismo año de 1825.
Durante aquellos años turbulentos, Larriva no se manifestó abiertamente a favor de la independencia. Esperó hasta 1824, ya prácticamente definida esta, para aparecer en Huamanga, pronunciando un sermón en homenaje a los caídos en la batalla de Junín. En 1826, pronunció el elogio de Bolívar, durante la ceremonia que la Universidad de San Marcos obsequió al Libertador. Explicando su conducta neutral o dubitativa de los primeros años de la guerra emancipadora, Larriva arguyó que en ese entonces no había visto diferencia entre el absolutismo virreinal y la naciente autocracia republicana, y que fue Bolívar quien le reveló el verdadero trasfondo de la emancipación. Pero no parece que lo dijera con sinceridad, pues no bien Bolívar perdió influencia en el Perú, Larriva le dedicó dos mordaces composiciones, en una de las cuales decía a la letra:

El tal don Simón
nunca ha sido santo
de mi devoción.

La otra es una muy popular décima, muy reproducida en los textos de historia como ejemplo del descontento que produjo en el Perú la prórroga de la dictadura de Bolívar:

Cuando de España, las trabas
en Ayacucho rompimos,
otra cosa más no hicimos
que cambiar mocos por babas.
Nuestras provincias esclavas
quedaron de otra Nación.
Mudamos de condición,
pero sólo fue pasando
del poder de Don Fernando
al poder de Don Simón.

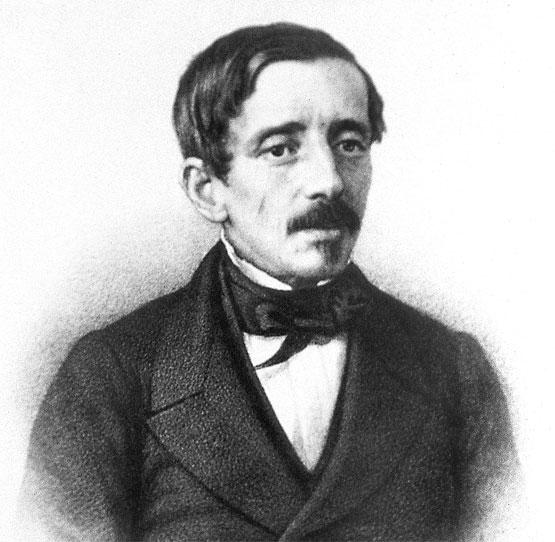
Felipe Pardo y Aliaga, escritor costumbrista “anticriollista”, se enfrentó al clérigo Larriva, defensor del “criollismo”.

Por entonces colaboró en los diarios El Telégrafo (1827) y el nuevo Mercurio Peruano (1827-1832). Su «duelo de improvisaciones» con el canónigo Echegaray fue  inmortalizado tiempo después por Ricardo Palma en una de sus más conocidas Tradiciones peruanas («De gallo a gallo»). 
En 1828 empezó a satirizar la tendencia anticriolla, y en 1830, desde el Mercurio Peruano atacó duramente a Felipe Pardo y Aliaga, quien, recién llegado de Europa, había estrenado su comedia Frutos de la educación. Larriva consideró que Pardo y Aliaga había ofendido a Lima, sus habitantes y su modo de ser. La polémica le dio nueva oportunidad para lucir su ingenio. Fue, en realidad, lo último importante que hizo, pues aparte de una paliza que recibió de Pardo y Aliaga, no se le conocen otros incidentes, hasta su fallecimiento el 21 de febrero de 1832.

## Obras

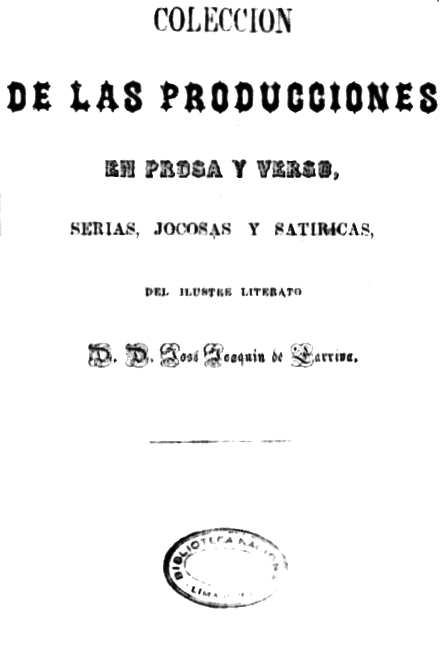
Portada de la edición compilatoria de las obras del clérigo José Joaquín de Larriva. Lima, 1864.

Larriva destacó en el arte oratorio. Pronunció oraciones fúnebres o laudatorias que en su tiempo fueron muy celebradas:
- En las exequias de la princesa María Antonia de Borbón (1807).
- Elogio al Excmo. Señor Virrey D. José Fernando de Abascal (1807).
- En el recibimiento del virrey Joaquín de la Pezuela (1816).
- En las exequias celebradas «por los ilustres jefes y oficiales del Ejército Real asesinados por los enemigos en la Punta de San Luis» (1819).
- «Oración fúnebre en las solemnes exequias celebradas... por los valientes de la patria que murieron en la batalla de Junín» (1824)
- Elogio del Excmo. Sr. Simón Bolívar (1826).

En el plano estrictamente literario, cultivó la prosa y el verso, este último en largos poemas, salpicados con dichos humorísticos criollos. Algunas muestras de su creación literaria son las siguientes composiciones:
- La Angulada (1821), epopeya burlesca dirigida contra el periodista español Gaspar Rico y Angulo.[2]
- El fusilico del general Flores (1828), donde, mediante una serie de conversaciones burlescas, arremete contra el general grancolombiano Juan José Flores, autor de amenazantes proclamas contra el Perú. Es una muestra del fervor nacionalista y anticolombiano que predominó en el Perú durante el gobierno de José de La Mar y que condujo a la guerra contra la Gran Colombia, en 1829. Manuel Ascencio Segura imitó esas conversaciones en algunos de sus artículos de costumbres.[10]
- La ridiculez andando o La medalla de López, gracioso entremés.
- La araña, fábula
- El mono y los gatos, fábula.

El coronel Manuel de Odriozola compiló las «producciones en prosa y verso, serias, jocosas y satíricas» de José Joaquín de Larriva en el segundo tomo de su Colección de documentos literarios del Perú, pp. 343-384 (Lima, 1864).
Según Jorge Basadre, la mejor semblanza de Larriva fue pronunciada por Raúl Porras Barrenechea en su conferencia ofrecida en el Conservatorio Universitario en 1919, organizado por la Federación de Estudiantes del Perú, y que dio origen al folleto titulado Don José Joaquín de Larriva (Lima, 1919).

## Precursor del costumbrismo

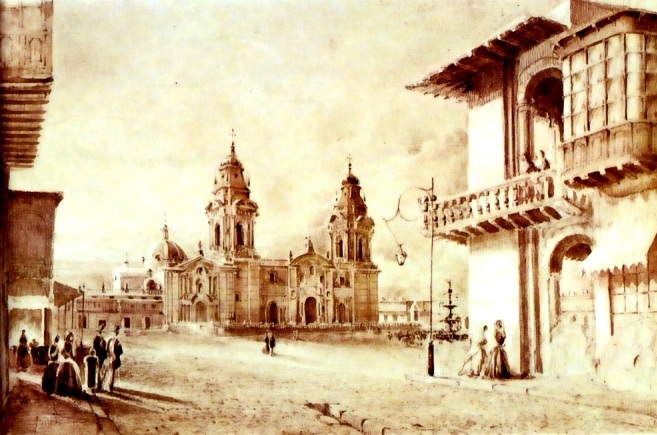
Vista de la catedral y la plaza principal de Lima. Acuarela de J. Prendergas. Mediados del.

Según Raúl Porras Barrenechea, el diario El Investigador (Lima, 1813-1814), que editara y dirigiera Larriva, es un reflejo de las costumbres limeñas de entonces, con lo que se justificaría calificar a este de «costumbrista». O por lo menos de precursor del costumbrismo literario en el Perú.
A continuación, una síntesis de dicho periódico, por el mismo Porras, citado por Luis Alberto Sánchez:

"El Investigador" revive pormenorísticamente la vida de la ciudad, y merece que le dedique alguna atención. La vida limeña de esos días está reflejada en sus páginas. Reviven los tipos característicos y las costumbres inveteradas. Una sensación de flojedad, de holgazanería burocrática, de ñoñería espiritual se exhala en la Lima de entonces a través de las páginas de este diario diminuto. Es una sensación semejante a la que Azorín ha reflejado de los jardines de Castilla. Sensación de abandono, de vejez, y de laxitud. Como en el cuadro de Azorín, fuentes de piedra con el agua verdosa y estancada; faroles retorcidos y polvorientos con los cristales rotos; jardines abandonados, invadidos por la maleza; el suelo guijarroso, desigual. Por todas partes, la exhibición muda de la pereza castellana.

"No era Lima la ciudad encantada, mística y olorosa que nos pinta la colorista historia de Vicuña Mackenna. La ciudad que brota de estas páginas era pobre, sucia, destartalada y oscura. El incienso no era suficiente para dominar el hedor de las calles, convertidas en muladares por la falta de vigilancia y la indiferencia de todos. Las acequias malolientes se desbordaban a menudo. Una bestia de carga, un famélico can expiraba en la vía pública y no había por muchos días quien retirara de ella los fétidos despojos. Alguno construía una casa y los materiales y los desperdicios invadían la calle. En la noche, la ciudad quedaba en tinieblas. Los vecinos no obedecían las ordenanzas que imponían la obligación de mantener una luz en los muros de sus casas. Los transeúntes nocturnos eran atacados por los bandoleros... Idéntico abandono en el orden moral... La enseñanza ofrecía idéntico decaimiento... Esta es la Lima que refleja "El Investigador"....
Raúl Porras Barrenechea